# The Leather Necker
The Leather Necker è un cortometraggio statunitense del 1935, diretto da Arthur Ripley, con Harry Langdon . Il film è un remake di All Night Long, del 1924, sempre interpretato da Harry Langdon.

## Trama
Il sergente Donegan ha riconosciuto, in città, il suo ex-soldato Harry, e si mette ad inseguirlo con la propria auto, mentre racconta al suo compagno alla guida le disavventure che ha avuto con Harry.
Durante la guerra Harry e Donegan erano in Sudamerica, e Harry, per quanto innocentemente, aveva sottratto al suo superiore la fidanzata Lolita, alla quale ora è sposato.
I due uomini, insieme ad altri soldati, erano inoltre stati rapiti da alcuni guerriglieri, ed in quell’occasione il sergente aveva tentato invano di liberarsi di Harry, con la scusa che il giovane non sarebbe riuscito a non rivelare ai rapitori importanti notizie militari. Ma anche in quell’occasione, fortuitamente, Donegan ne era uscito malconcio.
Donegan, in auto, ha momentaneamente perso di vista Harry, ma quando lo ritrova l’inseguimento continua.